# Puchar Interkontynentalny w Lekkoatletyce 2010 – bieg na 400 m kobiet
Bieg na 400 metrów kobiet – jedna z konkurencji rozegranych podczas pucharu interkontynentalnego w Splicie. Sprinterki rywalizowały 4 września – pierwszego dnia zawodów.

## Rezultaty
| Poz. | Zawodniczka       | Reprezentacja  | Czas     |
| ---- | ----------------- | -------------- | -------- |
| 1.   | Amantle Montsho   | Afryka         | 49.89 SB |
| 2.   | Debbie Dunn       | Ameryka        | 50.21    |
| 3.   | Tatiana Firowa    | Europa         | 50.45    |
| 4.   | Shericka Williams | Ameryka        | 50.70    |
| 5.   | Amy Mbacké Thiam  | Afryka         | 51.46    |
| 6.   | Libania Grenot    | Europa         | 51.74    |
| 7.   | Jody Henry        | Azja i Oceania | 52.52    |
| 8.   | Asami Chiba       | Azja i Oceania | 53.38 SB |